# The Ultimate Gift
The Ultimate Gift is een film onder regie van Michael O. Sajbel, die is gebaseerd op een boek met dezelfde titel, geschreven door Jim Stovall. De film werd voor het eerst vertoond op het Heartland Film Festival op 20 oktober 2006, maar werd pas uitgebracht op 9 maart 2007. Een dvd-release in Nederland vond plaats op 6 mei 2008.

## Verhaal
Wanneer zijn rijke, hardwerkende grootvader Red Stevens (James Garner) overlijdt, denkt de verwaande rijkeluisjongen Jason Stevens (Drew Fuller) niets te erven van de man, met wie hij een slechte relatie had. Hij komt veel te laat op de begrafenis. Hij verstoort daar de begrafenis mee, omdat zijn auto nog al veel lawaai maakt. Veel familieleden zijn dan al ontevreden vertrokken omdat ze hoopten meer te erven dan de miljoenen die ze krijgen. Jason staat op het punt te vertrekken wanneer executeur Ted Hamilton (Bill Cobbs) hem duidelijk maakt dat zijn grootvader hem wellicht toch iets heeft nagelaten. Dit wordt omschreven als een aantal geschenken met uiteindelijk een ultiem geschenk. Wat die geschenken zijn, wordt Jason niet verteld.
Voor zijn eerste geschenk moet hij naar Texas. Jason denkt even op en neer te vliegen om zijn geschenk op te halen maar het geschenk blijkt geen geld of goederen zoals hij verwacht. In Texas ontmoet hij Gus die hem aan het werk zet op zijn land. Overtuigd dat hij zijn geschenk zal krijgen als hij met zijn werk klaar is zet hij door, maar dan wordt hij zonder iets te krijgen op het vliegveld afgezet. Thuis wordt hem dan duidelijk gemaakt dat hij "het geschenk van arbeid" heeft gekregen. Eenmaal thuis ontdekt hij dat hij niets meer heeft, zijn huis, auto en geld zijn weg. Zijn zelfingenomen vrienden weigeren hem bij te staan en als hij naar zijn familie keert, blijkt dat deze hem niet mogen helpen, willen zij hun deel van de erfenis niet kwijtraken. Voor zijn tweede geschenk zal Jason in een maand tijd een ware vriend moeten zoeken. Deze ontmoet hij in het park, als de jonge Emily Rose (Abigail Breslin), die hem eerder zag bij Red's begrafenis, hem herkent. De mysterieuze Emily staat al vanaf het begin af aan open voor vriendschap, ook al laat ze dat niet echt blijken. Met de hulp van Emily en haar moeder Alexia (Ali Hillis) haalt Jason zijn volgende opdracht, maar verdere interesse in contact heeft Jason niet. Dan vindt Jason Alexia's tas in het park. Zo komt hij erachter dat ze veel schulden hebben. Als hij de tas terug wil brengen komt hij in het ziekenhuis terecht en zo komt hij erachter dat Emily leukemie heeft. Hij besluit dan het salaris dat hij bij Gus verdient heeft te gebruiken om de huurachterstand van Alexia en Emily te betalen.
Op een gegeven moment vertrekt Jason voor een opdracht naar Zuid-Amerika, waar hij ontdekt dat zijn grootvader een bibliotheek bouwde ter nagedachtenis aan Jay Stevens, Jasons vader. Jason wordt hartelijk ontvangen, maar wanneer hij naar onbeschermd gebied vertrekt om de plek te bezoeken waar zijn vader omkwam, wordt hij gevangengenomen door criminelen die losgeld willen. Ze vertellen echter dat als niemand voor hem komt, dat ze hem zullen vermoorden. Jason weet te ontsnappen wanneer hij beseft dat die dag snel zal komen.
Eenmaal thuis wordt hij ontvangen door Alexia, die zich zorgen maakte toen ze wist dat hij gevangen zat. Met hulp van Emily weet hij een relatie met haar op te bouwen. Zij vertelt dolgraag te willen paardrijden en haar Kerstmis, die ze gemist heeft omdat hij gevangen gehouden werd in Zuid-Amerika, alsnog met hem en Alexia te vieren. Jason weet Gus over te halen in zijn huis een kerstsfeer te maken en ook mogen ze zijn paarden gebruiken. Jason ontdekt dat Emily eigenlijk paarden haat, maar dat Alexia hier van hield en dat ze haar dit gunde om nog een laatste perfecte dag te hebben. Ook wordt hem gezegd te gaan werken aan zijn droom.
Weer thuis verteld Jason dat hij zelf geen droom heeft, maar dat hij graag anderen wil helpen hun droom te vervullen. Jason hoort dan dat hij daardoor nu eindelijk zijn erfenis krijgt. Hij ontvangt honderd miljoen dollar en besluit te investeren in een ziekenhuis voor gezinnen met zieke kinderen. Hij noemt deze "Emily's Home". Hij vraagt de voormalige zakenrelaties van zijn grootvader om 250 miljoen te investeren en zegt zelf zijn volledige erfenis van honderd miljoen te investeren. Emily maakt de bouw van Emily's Home niet meer mee, ze overlijdt in het ziekenhuis tijdens de presentatie van de plannen elders in de stad. Als Hamilton, de vriend, advocaat en executeur van Jasons grootvader hoort dat Jason het gehele bedrag van honderd miljoen in Emily's House heeft gestoken, is dat het moment om Jason "het ultieme geschenk" te geven. Hij krijgt de volledige zeggenschap over de bedrijven van Red, zijn investeringen en eigendommen ter waarde van twee miljard dollar.

### De dertien geschenken
- Het Geschenk van Arbeid
- Het Geschenk van Problemen
- Het Geschenk van Vriendschap
- Het Geschenk van Geven
- Het Geschenk van Dankbaarheid
- Het Geschenk van Familie
- Het Geschenk van Leren

- Het Geschenk van Geld
- Het Geschenk van Lachen
- Het Geschenk van Een Dag
- Het Geschenk van Dromen
- Het Geschenk van Liefde
- Het Ultieme Geschenk

## Rolverdeling
| Acteur             | Personage                  | Opmerkingen                                                                                   |
| ------------------ | -------------------------- | --------------------------------------------------------------------------------------------- |
| Drew Fuller        | Jason Stevens              | Hoofdrol                                                                                      |
| James Garner       | Howard 'Red' Stevens       | De overleden grootvader. Komt regelmatig in beeld in de vorm van videoboodschappen aan Jason. |
| Bill Cobbs         | Theophillis 'Ted' Hamilton | Executeur van het testament en tevens vriend en advocaat van Red Stevens.                     |
| Lee Meriwether     | Miss Hastings              | Assistente van Hamilton.                                                                      |
| Abigail Breslin    | Emily Rose                 |                                                                                               |
| Ali Hillis         | Alexia                     | Moeder van Emily                                                                              |
| Brian Dennehy      | Gus                        | Vriend van Red Stevens                                                                        |
| Donna Cherry       | Sarah Stevens              | Schoondochter van Red en tevens moeder van Jason                                              |
| Brett Rice         | Bill Stevens               | Oudste zoon van Red Stevens                                                                   |
| Catherine McGoohan | Ruth Stevens               | Dochter van Red Stevens                                                                       |
| D. David Morin     | Jack Stevens               | Tweede zoon van Red Stevens                                                                   |
| Mircea Monroe      | Caitlin                    | Vriendin van Jason                                                                            |
| Tom Conder         | Zwerver                    | Jason ontmoet hem tijdens een van de geschenken                                               |
| Mike Pniewski      | Detective                  | Werkt voor Ted hamilton                                                                       |
| Rose Bianco        | Bella                      | Bibliothecaresse in de door Red Stevens gebouwde bibliotheek in Zuid-Amerika                  |
| Benjamin Parra     | Dorpsleider                | Helpt Jason de plek terug te vinden waar zijn vader is omgekomen                              |